# The Steel Wave
The Steel Wave é uma novela histórica escrita por Jeff Shaara sobre a Operação Overlord. O livro é o segundo livro de uma trilogia escrita por Shaara sobre a Segunda Guerra Mundial.
O livro começa em Janeiro de 1944, quase seis meses antes dos desembarques da normandia. Quase metade do romance lida com a preparação do General Eisenhower, Winston Churchill e o resto do QGSFEA para o Dia D e a tentativa de preparação de Erwin Rommel para esse dia. A segunda metade trata principalmente do primeiro mês da invasão na perspectiva de Rommel, Eisenhower e de um sargento de paramilitares do exército chamado Jesse Adams.

## Recepção
A Associação de Serviços de Referência e Usuários da American Library Association reconheceu-o como um Livro Notável de 2009.

## Ligações Externas
- «Sítio oficial»